# Австрийский легион
Австрийский легион — созданная в начале 1930-х гг. на территории Баварии, под патронажем Гиммлера, военная организация из числа австрийских национал-социалистов, проживавших в Германии и осуществлявших антиправительственную деятельность на территории Австрии. Главной целью Австрийского легиона была борьба за свержение австрийского правительства и включение Австрии в состав нацистской Германии (см. Аншлюс). Во главе легиона стоял бригаденфюрер СС Альфред Роденбюхер. На вооружении австрийского легиона находилось стрелковое оружие, пулемёты и миномёты.
Легионеры придерживались строгой военной дисциплины, многие жили в лагерях и серьезно готовились к войне с собственным правительством. Австрийский канцлер Энгельберт Дольфус ещё летом 1933 г. запретил нацистские организации в Австрии и деятельность австрийского легиона, приказал арестовать многих его членов и вынудил остальных бежать в Германию. Дольфус заявил протест германскому министерству иностранных дел, обвинив Германию в пособничестве Австрийскому легиону, на что то ответило, что Германия «не может вмешиваться во внутренние дела суверенного государства». Однако Берлин также добавил, что австрийские нацисты имеют право считать Гитлера своим фюрером.
На базе австрийского легиона в Австрии были созданы нелегальные формирования СС во главе с бывшим вахмистром австрийской армии Фридолином Глассом, участвовавшие в подавленном правительственными войсками июльском путче 1934 года.